# الهولوكوست في لاتفيا
يشير مصطلح «الهولوكوست في لاتفيا» إلى جرائم الحرب التي اقترفتها ألمانيا النازية والمتعاونون معها ووقع اليهود ضحية لها خلال احتلال لاتفيا.

## الاحتلال الألماني

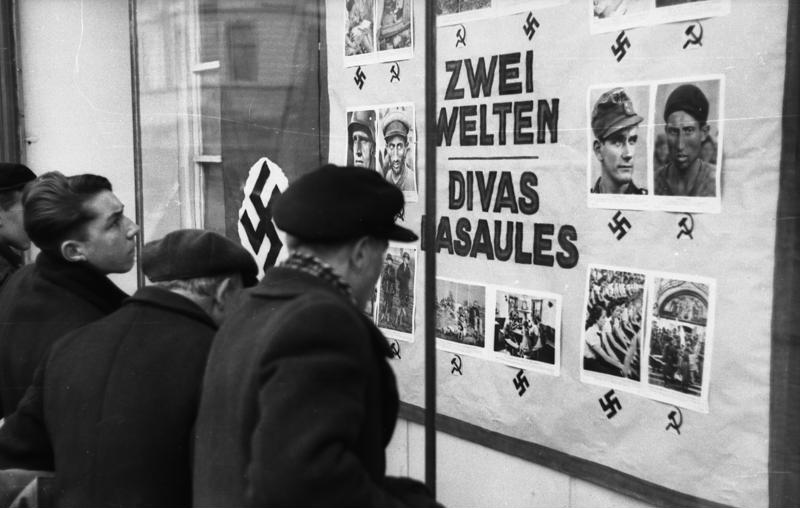
"عالمان": ملصق دعائي معادٍ للشيوعية ومعادٍ للسامية، لاتفيا، صيف عام 1941.

عبَر الجيش الألماني الحدود السوفيتية في الصباح الباكر من يوم الأحد الواقع في 22 يونيو 1941، وزحف متوسعًا من بحر البلطيق إلى المجر، فتقدم الألمان عبر ليتوانيا نحو داوغافبيلس ونقاط إستراتيجية أخرى في لاتفيا. وكانت الدولة النازية البوليسية تضم منظمة تدعى دائرة الأمن (بالإنجليزية: Security Service، بالألمانية: Sicherheitsdienst)، عادةً ما يُشار إليها باختصار SD، وعُرف مقرها الرئيسي في برلين باسم «المكتب الرئيسي للأمن الوطني» أو «المكتب الرئيسي لأمن الرايخ» (بالإنجليزية: National (or Reich) Security Main Office، بالألمانية: Reichssicherheitshauptamt)، الشهير بالاختصار RSHA.

### دائرة الأمن في لاتفيا
قبل الاجتياح، كانت دائرة الأمن قد نظمت أربع «وحدات مهمات خاصة»، اشتهرت باسمها الألماني آينزاتسغروبن (بالألمانية: Einsatzgruppen)، ومفردها آينزاتسغروبه. كان اسم هذه الوحدات تعبيرًا منمقًا، إذ تمثل هدفها الحقيقي في قتل أعداد كبيرة من الناس الذين اعتبرهم النازيون «غير مرغوبين»، وشمل ذلك الشيوعيين والغجر وذوي الأمراض العقلية، واليهود بشكل خاص. سارت وحدات المهمات الخاصة خلف قوات الاجتياح الألمانية عن كثب، ورسخت لنفسها حضورًا في لاتفيا خلال أيام –أو ساعات في بعض الحالات– من احتلال منطقة ما من البلاد على يد الفيرماخت الألماني.
يمكن تمييز عناصر دائرة الأمن في لاتفيا في الصور والتوصيفات بواسطة زيهم الموحد. ونادرًا ما كان يُرتدى الزي الأسود بالكامل الخاص بالفرق الوقائية النازية المعروفة باسم «شوتزشتافل» (بالألمانية: Schutzstaffel)، فكانت الملابس المعتادة –عوضًا عن ذلك– هي زي الفيرماخت الموحد الرمادي مع شارات سوداء. وكانوا يضعون الرقعة الخاصة بدائرة الأمن على الكم الأيسر، ويرتدون قميصًا مصفرًا، ويعتمرون قبعات عليها رمز رأس الموت (توتنكوبف، بالألمانية: Totenkopf). وكانت رتب دائرة الأمن مطابقة للرتب الخاصة بفرق شوتزشتافل، غير أن عناصر دائرة الأمن لم يضعوا رمز الشوتزشتافل الشبيه بالبرق على العروة اليمنى من الياقة، بل استعاضوا عنه إما برمز توتنكوبف أو باختصار دائرة الأمن «SD».
وقد أرست دائرة الأمن سلطتها في لاتفيا أول الأمر من خلال وحدة آينزاتسغروبه A، التي كانت تُقسم إلى وحدات تسمى آينزاتسكوماندو 1a و1b و2 و3 (بالألمانية: Einsatzkommandos). ومع توغل الخط الأمامي نحو الشرق، خرجت وحدة آينزاتسغروبه A من لاتفيا، بعد أن قضت في البلاد بضعة أسابيع لا غير، لتتولى مهامها دائرة الأمن «المقيمة» من بعدها، تحت سلطة قائد شرطة ودائرة الأمن (بالألمانية: Kommandant der Sicherheitspolizei und SD)، التي يُشار إليها عادةً بالاختصار الألماني KdS. وكان القائد يتلقى أوامره من المكتب الرئيسي للأمن الوطني في برلين ومن مسؤول آخر يسمى رئيس شرطة ودائرة الأمن (بالألمانية: Befehlshaber der Sicherheitspolizei und des SD) أو BdS اختصارًا، في الوقت نفسه. وخضع القائد KdS والرئيس BdS كلاهما لمسؤول آخر يسمى القائد الأعلى للشوتزشتافل والشرطة (بالألمانية: Höherer SS–und Polizeiführer)، أو HPSSF اختصارًا. وبالتالي كانت خطوط تراتبية السلطات متداخلة وملتبسة. وقد أسنِد القسم الشرقي من لاتفيا، بما فيه داوغافبيلس ومنطقة لاتغاله، إلى وحدتي آينزاتسكوماندو 1b و3، وكانت وحدة آينزاتسكوماندو 1b تضم نحو 50 إلى 60 رجلًا وتخضع لإمرة إيريش إيرلينغر.

### بدء جرائم القتل مع الغزو النازي
بدأ الهولوكوست في لاتفيا في الليلة الواقعة بين 23 و24 يونيو 1941، حين قتلت مفرزة من دائرة الأمن في مقبرة غروبينا ستة من اليهود المحليين من بينهم صيدلي البلدة. وفي اليوم التالي أبيد 35 يهوديًا في دوربي وبريكوله وأسيته. وفي 29 يونيو، بدأ الغزاة النازيون بتشكيل أول وحدة احتياطية لاتفية لدائرة الأمن في يلغافا، واختير مارتينيش فاغولانس (باللاتفية: Mārtiņš Vagulāns) –العضو في منظمة الصليب المعقوف اللاتفية (باللاتفية: Pērkonkrusts)– ليترأسها. وفي صيف عام 1941، شارك 300 رجل من الوحدة في إبادة نحو 2000 يهودي في يلغافا وأماكن أخرى من زيمغاله. أشرف على عملية القتل ضابطان من دائرة الأمن الألمانية هما رودلف باتس وألفريد بيكو، اللذان أشركا عناصر الشوتزشتافل الموجودين في الآينزاتسغروبه بالعملية، وأحرق الكنيس الرئيسي في يلغافا من خلال تلك الجهود المشتركة. وبعد اجتياح ريغا، تولى والتر شتاليكر، بمساعدة عناصر منظمة الصليب المعقوف ومتعاونين آخرين، تنظيم بوغروم ضد اليهود في عاصمة لاتفيا. وعُين فيكتورس أرايس (باللاتفية: Viktors Arājs)، الذي بلغ سن 31 عامًا آنذاك ويُحتمل أنه كان عضوًا سابقًا من منظمة الصليب المعقوف إضافة إلى كونه عضوًا في أخوية طلابية، مسؤولًا مباشرًا عن تنفيذ العملية، إذ كان طالبًا مستهترًا عاطلًا عن العمل قضى فترة طويلة دون أن يتخرج تعيله زوجته، التي كانت مالكة متجر غنية تكبره بعشرة أعوام. وكان أرايس قد عمل في الشرطة اللاتفية لفترة من الزمن، فبرز وتميز بسبب فكره المتطرف المتعطش للنفوذ. كان الرجل وافر الصحة وحسن الهندام ويتميز بـ «قبعته الطلابية المائلة بغطرسة إلى إحدى أذنيه».

### تشكيل فرقة أرايس كوماندو
في الثاني من يوليو، بدأ فيكتورس أرايس بتشكيل وحدته المسلحة من الرجال الذين شرعوا بالاستجابة لنداء منظمة الصليب المعقوف بحمل السلاح وإفراغ لاتفيا من اليهود والشيوعيين. في البدء شملت الوحدة بشكل أساسي أعضاء من أخويات طلابية مختلفة، وكان نحو 300 رجل بالمجمل قد تقدموا للالتحاق في عام 1941. كان من بين مساعدي فيكتورس أرايس المقربين كل من كونستانتينس كاتيس وألفريدس ديكمانيس وبوريس كينسلير وهيربيرتس تسوكورس (باللاتفية: Konstantīns Kaķis, Alfrēds Dikmanis, Boris Kinsler, Herberts Cukurs). في ليلة 3 يوليو، بدأت فرقة أرايس كوماندو حملة اعتقال وضرب وسطو ضد يهود ريغا. وفي 4 يوليو، أحرِق كنيس الكورال في شارع غوغولا (باللاتفية: Gogoļa)، وتلا ذلك إحراق الكنيسين في شارعي ماسكافاس (باللاتفية: Maskavas) وستابو (باللاتفية: Stabu). قُتل العديد من اليهود خلال هذين اليومين، ومن بينهم لاجئون من ليتوانيا. انطلق رجال أرايس كوماندو في عربات وحافلات زرقاء إلى أماكن مختلفة في كورلاند وزيمغاله وفيتسيمه، فقتلوا آلافًا من اليهود هناك.
كان من المفترض بعمليات القتل هذه أن تكون قدوة لمناصري الغزاة النازيين الآخرين من معادي السامية، وشاركت وحدات حماية ذاتية (بالألمانية: Selbstschutz) لاتفية محددة في عملية إبادة اليهود. ففي مقاطعة إيلوكست على سبيل المثال، قُتل اليهود على أيدي أفراد وحدة الموت التابعة للسيلبستشوتز والخاضعة لإمرة القائد أوسكارس بالتمانيس (باللاتفية: Oskars Baltmanis)، التي تألفت من 20 قاتلًا بدم بارد. ولقد خضعت جميع عمليات القتل لإشراف ضباط الشوتزشتافل ودائرة الأمن الألمانيتين. وفي يوليو 1941، حدث القتل الجماعي ليهود ريغا في غابة بيتيرنيكو (باللاتفية: Biķernieku)، ولاقى نحو 4000 شخص حتفهم هناك. وقد ترأس عمليات الإعدام هذه كل من قائدي الوحدات الهجومية (بالألمانية: Sturmbannführer) أتش. بارت وَر. باتس (بالألمانية: H. Barth, R. Batz) إلى جانب رئيس دائرة أمن ريغا رودلف لانج الذي كان قد عُين حديثًا.

## المذابح
وفقًا لأقوال المؤرخ اللاتفي أندريفس إزيرغيليس، فقد كانت هذه بداية «أكبر حركة إجرامية في تاريخ لاتفيا». بدءًا من يوليو 1941، تعرض يهود لاتفيا للإذلال بطرق مختلفة وحُرموا من الحقوق التي كان بقية مواطنو لاتفيا يتمتعون بها. حُظر على اليهود مغادرة منازلهم في المساء والليل والصباح بشكل حاسم، وخُصصت لهم حصصًا غذائية أقل من الآخرين، ولم يكن بمقدورهم التبضع سوى في بعض المتاجر الخاصة، وكان عليهم أن يرتدوا العلامة المميزة –نجمة داوود الصفراء– على ملابسهم. كان محظورًا عليهم ارتياد الأماكن التي تحتضن الأحداث العامة، ومن بينها دور السينما والملاعب الرياضية والحدائق. ولم يُسمح لهم باستخدام القطارات وعربات الترام، ولا بالذهاب إلى الحمامات العامة أو استخدام الطرق المعبدة أو ارتياد المكتبات والمتاحف أو الذهاب إلى المدارس، وكان عليهم أن يسلموا الدراجات وأجهزة الراديو. لم يُسمح لأطباء اليهود بتقديم الاستشارة والعلاج لغير اليهود، ومُنعوا من إدارة الصيدليات. وسرعان ما تم فرض معايير قصوى لا يُسمح لليهود تجاوزها فيما يتعلق بالأثاث والملابس والأقمشة، وكل الأغراض التي تتجاوز هذه المعايير كانت عرضة للمصادرة تحت بند احتياجات الرايخ، وتوجب تسليم جميع المجوهرات والسندات المالية والذهب والفضة عند الطلب. وهكذا أصبحت معاداة السامية مصدر إثراء للمسؤولين النازيين والمتعاونين المحليين معهم ممن يصادرون ممتلكات اليهود. وقد لاءمت إبادة اليهود غايات هؤلاء النازيين، بما أن أحدًا لن يبقى حيًا ليطالب بإعادة الأغراض المسروقة.

### ليبايا
حدثت أول عملية قتل جماعي لليهود في ليبايا يومي 3 و4 يوليو، حين أردي نحو 400 شخص بالرصاص، وفي 8 يوليو حيت قُتل 300 يهودي. نفذت مجموعة دائرة الأمن ورجال الشرطة الألمان عملية إطلاق النار، في حين تكفل أعضاء السيلبستشوتز اللاتفية بنقل الضحايا إلى موقع القتل. وفي 13 يوليو، بدأ تدمير كنيس كورال ليبايا الكبير، وفُردت لفافات النصوص المقدسة على أرض ساحة أوغونستسيسيو (باللاتفية: Ugunsdzēsēju)، وأرغِم اليهود أن يسيروا فوق مقدساتهم فيما يضحك المتفرجون بمرح أمام المشهد المسلي. أما العمليات العليا فقد حدثت تحت قيادة مباشرة من إرهارد غراويل، قائد وحدة الساندركوماندوس التابعة للآينزاتسغروبه.

### فينتسبيلس
بعد ذلك ذهب غراويل إلى فينتسبيلس، ونُفذت عمليات القتل بالاشتراك بين شرطة النظام الألمانية ورجال السيلبستشوتز المحلية. وبين يومي 16 و18 يوليو، أردي 300 شخص بالرصاص في غابة كازينيو (باللاتفية: Kaziņu). وفي شهري يوليو وأغسطس، أردي السبعمئة يهودي الذين تبقوا في البلدة، في حين قُتل يهود المنطقة في الخريف. نُفذ إطلاق النار من قبل رجال دائرة الأمن الألمان واللاتفيون والإستونيون الذين جاؤوا بالسفن. وسرعان ما ظهر ملصق إعلاني على الطريق السريع بين فينتسبيلس وكولديغا، ذُكر فيه أن فينتسبيلس أصبحت خالية من اليهود.

### داوغافبيلس
استُهلت إبادة اليهود في داوغافبيلس تحت قيادة إيريش إيرلينغر، رئيس وحدة آينزاتسكوماندو 1b. وبحلول 11 يوليو، كانت الوحدة قد قتلت نحو 1150 شخصًا. واستؤنف عمل إيرلينغر على يد خوكايم هامان، الذي كان مسؤولًا عن قتل 9012 يهوديًا في المدينة وفي جنوبي لاتغاله. كان روبيرتس بلوزمانيس، رئيس الشرطة الاحتياطية المحلية، قد قدم مساعدة فعالة من خلال ضمان نقل اليهود إلى غيتو غريفا وإيصالهم إلى أماكن القتل.

### ريزكنه
نُفذت عمليات القتل في ريزكنه من قبل مجموعة من دائرة الأمن الألمانية تلقت مساعدة من رجال السيلبستشوتز وقتلة أرايس، وأبيد نحو 2500 شخص. وبحلول أكتوبر 1941، كان قد قُتل نحو 35000 يهودي لاتفي بالمجمل.

### فاركلاني
كان قد بقي في فاركلاني، وهي بلدة صغيرة نسبيًا، نحو 540 يهوديًا حين فرض الألمان سيطرتهم عليها. أردي اليهود بالرصاص لتسقط جثثهم داخل قبور أرغِموا على حفرها بأنفسهم في 4 أغسطس 1941. يشبه مصير هذه البلدة الصغيرة مصير العديد من البلدات الأخرى، وفق ما تم توثيقه من قبل منظمة جيويش جين (بالإنجليزية: JewishGen) وجهات أخرى.